# Horváth Márk (színművész, 1997)
Horváth Márk (Zalaegerszeg, 1997. június 30. –) magyar színész.

## Életpályája
2017-2022 között a Kaposvári Egyetem színész szakán tanult, Bozsik Yvette és Bakos-Kiss Gábor osztályában. 2022-től a Déryné Program társulatának tagja.

## Színházi szerepei

### Déryné Program
- A falu rossza (Jóska)
- Balkáni gerle (Kémelhárító tiszt)
- Déryné ifjasszony (Gabi)
- Holdbeli csónakos (Kikiáltó, szolga, kínai börtönőr, hóhér)
- János vitéz (Jancsi)
- Lovagias ügy (Pali)
- Nem élhetek muzsikaszó nélkül (Viktor)